# Зеленовское сельское поселение (Ростовская область)
Зеленовское сельское поселение — муниципальное образование в Тарасовском районе Ростовской области.
Административный центр поселения — хутор Зеленовка.

## Административное устройство
В состав Зеленовского сельского поселения входят:
- хутор Зеленовка;
- хутор Мосты;
- хутор Верхние Грачики;
- хутор Власовка;
- хутор Логи;
- хутор Нижние Грачики;
- хутор Плотина;
- хутор Чеботовка.
- Центром муниципального образования «сельское поселение Зеленовское» является Зеленовка.

## Население
| 2010  | 2012  | 2013  | 2014  | 2015  | 2016  | 2017  |
| ----- | ----- | ----- | ----- | ----- | ----- | ----- |
| 1181  | ↘1162 | ↘1161 | ↘1152 | ↘1130 | ↘1105 | ↗1116 |
| 2018  | 2019  | 2020  | 2021  |       |       |       |
| ↗1123 | ↗1125 | ↗1140 | ↗1149 |       |       |       |